# Alexander Malchow (Kommerzienrat)

Kommerzienrat Alexander Malchow 1932

Alexander Malchow (* 6. September 1862 in Staßfurt; † 1943) war ein deutscher Dachpappenfabrikant und Politiker.

## Leben
Nach dem Abitur am Realgymnasium in Halberstadt studierte Alexander Malchow an den Universitäten Leipzig und Freiburg Chemie. 1884 wurde er Mitglied des Corps Thuringia Leipzig. Das Studium schloss er 1888 mit der Promotion zum Dr. phil. ab. Anschließend trat er in die väterliche Firma A. F. Malchow oHG in Leopoldshall und Staßfurt ein. Mit der Umwandlung in eine Aktiengesellschaft wurde er 1922 deren Vorstandsmitglied. Unter seiner Führung entstanden Zweigstellen in München und Hamburg.
Malchow war weiterhin Geschäftsführer der Tochtergesellschaft Baugesellschaft Malchow mbH in Berlin und Königsberg, Gründer und Geschäftsführer der Radeweller Rohpappenfabrik in Radewell sowie Mitbegründer der Straßenbaugesellschaft Durit GmbH in Prag. Mit Gründung der Vereinigten Dachpappenfabriken AG in Berlin wurde er Mitglied im Aufsichtsrat und Ausschuss der Gesellschaft. Er wurde  1921 zum Ersten Vorsitzenden des Verbandes Deutscher Dachpappenfabrikanten e.V. gewählt, nachdem er zuvor, seit 1912, stellvertretender Vorsitzender des Vorstandes dieses eingetragenen Vereins war. Nach der 25. ordentlichen Hauptversammlung des Verbandes Deutscher Dachpappenfabrikanten am 24. März 1926 in Berlin leitete er zwei Ausschüsse des Verbandes, den Zoll- und den Arbeitgeberausschuss. Weiterhin war er Vorsitzender des Reichsverbandes Deutscher Dachpappenfabrikanten e.V., stellvertretender Vorsitzender der Deutschen Dachpappenvereinigung GmbH und Mitglied des Vorstandes des Arbeitgeberverbandes der Chemischen Industrie.
1911 wurde er als Vertreter der Industrie Mitglied im Anhaltischen Landtag. In der Wahl vom 15. Dezember 1918 wurde er zum Mitglied der konstituierenden Anhaltischen Landesversammlung gewählt.

## Auszeichnungen
- Ernennung zum Anhaltischen Kommerzienrat
- Ernennung zum Ehrenmitglied des Corps Thuringia Leipzig
- Verdienstkreuz für Kriegshilfe
- Ritterkreuz 1. Klasse des Herzoglich Anhaltischen Hausordens Albrechts des Bären

## Schriften
- Über im Kern gebromte Derivate des Meta-Xylols (Dissertation), Freiburg 1889